# Bassano in Teverina
Pour les articles homonymes, voir Bassano.
Bassano in Teverina est une commune italienne d'environ 1 280 habitants, située dans la province de Viterbe, dans la région Latium, en Italie centrale.

## Économie
La ville est jumelée avec Lagardelle-sur-Lèze

## Administration
| Période                                  | Période | Identité | Étiquette | Qualité |
| ---------------------------------------- | ------- | -------- | --------- | ------- |
|                                          |         |          |           |         |
| Les données manquantes sont à compléter. |         |          |           |         |

### Communes limitrophes
Attigliano, Bomarzo (Mugnano in Teverina), Giove, Orte, Soriano nel Cimino, Vasanello